# William Van Alen

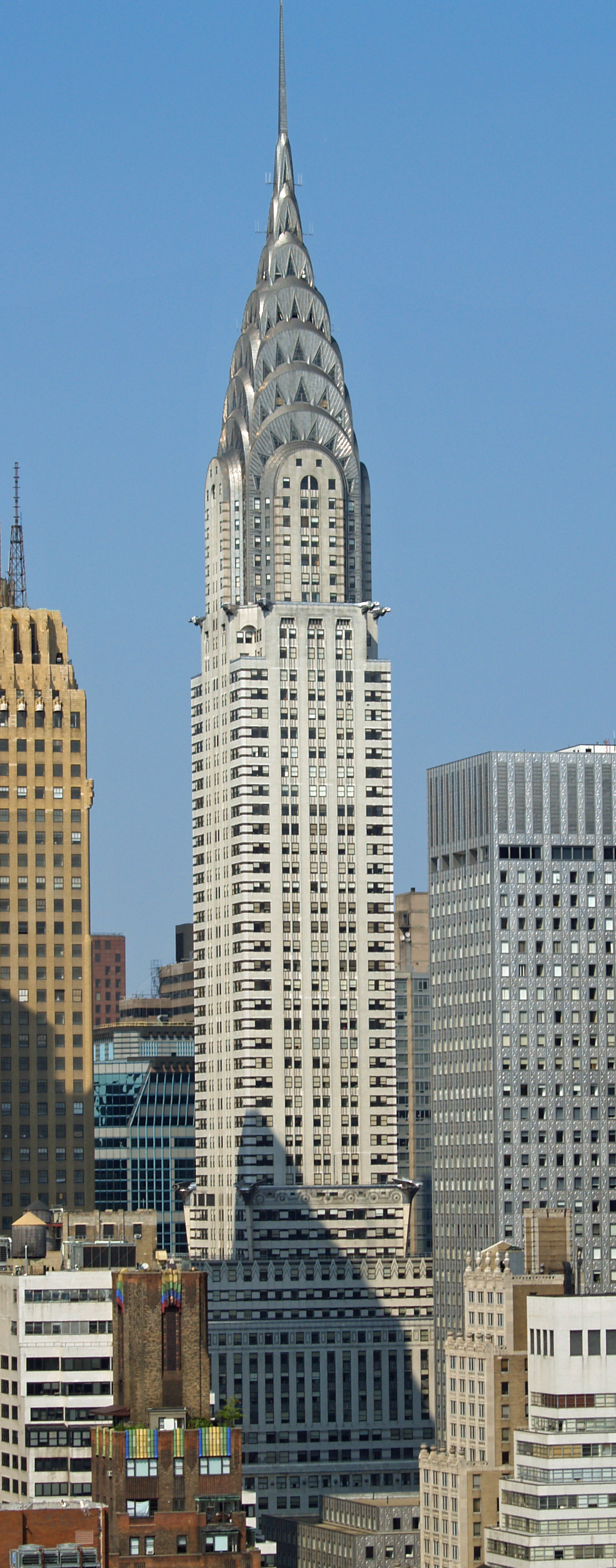
Chrysler Building

William Van Alen (* 10. August 1882 in Brooklyn, New York City; † 24. Mai 1954 ebenda) war ein US-amerikanischer Architekt. Er wurde bekannt durch den Bau des Chrysler Building (1928 bis 1930).

## Leben
Nach dem Schulabschluss studierte Van Alen an der School of Architecture am Pratt Institute in Brooklyn. Schon während seiner Ausbildung und unmittelbar danach war er in verschiedenen New Yorker Architekturbüros tätig. 1908 ermöglichte ihm ein Lloyd-Warren-Stipendium eine Reise nach Europa. Bis 1911 studierte Van Alen an der École nationale supérieure des beaux-arts de Paris bei Victor Laloux.
Im Jahr 1911 machte er sich gemeinsam mit seinem Partner H. Craig Severance in New York City mit einem eigenen Architekturbüro selbständig. Die beiden wurden durch ihre Hochhäuser bekannt, gerieten jedoch in Streit miteinander und lösten 1925 ihre Gemeinschaft auf.
Ende der 1920er Jahre bekam Van Alen von Walter P. Chrysler den Auftrag, ein Gebäude zu bauen, das den Himmel nicht nur kratzt, sondern durchsticht („A building which would not merely scrape the sky but positively pierce it“). Nach der Fertigstellung des Chrysler Buildings im Jahr 1930 war das Gebäude im Art-déco-Stil ein Jahr lang bis zur Fertigstellung des Empire State Buildings das höchste Haus der Welt. Van Alen geriet jedoch auch mit Chrysler in Streit, was sich für den Rest seines Lebens nachteilig auf seine Karriere auswirkte.
1943 wurde William Van Alen zum assoziierten Mitglied (ANA) der National Academy of Design gewählt.